# Vladiszlav Szerhijovics Kocserhin
Vladiszlav Szerhijovics Kocserhin (cirill betűkkel: Владислав Сергійович Кочергін; Odessza, 1996. április 30. –) ukrán válogatott labdarúgó, a lengyel Raków Częstochowa csatárja.

## Pályafutása

### Klubcsapatokban
Kocserhin az ukrajnai Odessza városában született. Az ifjúsági pályafutását a odesszai 11. sz. állami ifjúsági sportiskolában, illetve az iskola szakmai partnerklubjánál, a Csornomorec Odeszánál kezdte. 2012 őszétől a Dnyipro Dnyipropetrovszk akadémiájánál folytatta a pályafutását..
2016-ban mutatkozott be a Dnyipro Dnyipropetrovszk felnőtt csapatában. 2017-ben az első osztályú Zorja Luhanszkhoz igazolt. 2022. március 26-án hároméves szerződést kötött a lengyel első osztályban érdekelt Raków Częstochowa együttesével. Először a 2022. április 10-ei, Śląsk Wrocław ellen 1–1-es döntetlennel zárult mérkőzésen lépett pályára. Első ligagólját 2022. augusztus 28-án, szintén a Śląsk Wrocław ellen idegenben 4–1-re megnyert találkozón szerezte meg.

### A válogatottban
Kocserhin az U16-ostól az U21-esig szinte minden korosztályú válogatottban képviselte Ukrajnát.
2021-ben debütált a felnőtt válogatottban. Először a 2021. szeptember 8-ai, Csehország ellen 1–1-es döntetlennel zárult barátságos mérkőzés 76. percében, Andrij Mikolajovics Jarmolenkot váltva lépett pályára.

## Statisztikák
2023. március 10. szerint
| Klub              | Szezon   | Osztály        | Bajnokság | Bajnokság | Kupa és Ligakupa | Kupa és Ligakupa | Nemzetközi | Nemzetközi | Összesen | Összesen |
| Klub              | Szezon   | Osztály        | Meccs     | Gól       | Meccs            | Gól              | Meccs      | Gól        | Meccs    | Gól      |
| ----------------- | -------- | -------------- | --------- | --------- | ---------------- | ---------------- | ---------- | ---------- | -------- | -------- |
| Zorja Luhanszk    | 2017–18  | Premier League | 13        | 0         | 1                | 0                | 2          | 0          | 16       | 0        |
| Zorja Luhanszk    | 2018–19  | Premier League | 18        | 1         | 0                | 0                | 4          | 0          | 22       | 1        |
| Zorja Luhanszk    | 2019–20  | Premier League | 32        | 7         | 1                | 0                | 6          | 1          | 39       | 8        |
| Zorja Luhanszk    | 2020–21  | Premier League | 23        | 6         | 4                | 2                | 6          | 1          | 33       | 9        |
| Zorja Luhanszk    | 2021–22  | Premier League | 10        | 5         | 0                | 0                | 4          | 0          | 14       | 5        |
| Zorja Luhanszk    | Összesen | Összesen       | 96        | 19        | 6                | 2                | 22         | 2          | 124      | 23       |
| Raków Częstochowa | 2021–22  | Ekstraklasa    | 3         | 0         | 0                | 0                | —          | —          | 3        | 0        |
| Raków Częstochowa | 2022–23  | Ekstraklasa    | 24        | 5         | 4                | 1                | 6          | 3          | 34       | 9        |
| Raków Częstochowa | Összesen | Összesen       | 27        | 5         | 4                | 1                | 6          | 3          | 37       | 9        |
| Összesen          | Összesen | Összesen       | 123       | 24        | 10               | 3                | 28         | 5          | 161      | 32       |

### A válogatottban
| Válogatott | Év       | Pályára lépés | Gól |
| ---------- | -------- | ------------- | --- |
| Ukrajna    | 2021     | 1             | 0   |
| Összesen   | Összesen | 1             | 0   |

## Sikerei, díjai
Zorja Luhanszk
- Ukrán Kupa
  - Döntős (1): 2020–21

Raków Częstochowa
- Ekstraklasa
  - Bajnok (1): 2022–23
  - Ezüstérmes (1): 2021–22

- Lengyel Kupa
  - Győztes (1): 2021–22
  - Döntős (1): 2022–23

- Lengyel Szuperkupa
  - Győztes (1): 2022